# Kyoko Ina
Kyoko Ina (Japans: 伊奈 恭子, Ina Kyōko; Tokio, 11 oktober 1972) is een in Japan geboren Amerikaans voormalig kunstschaatsster. Ze nam, uitkomend voor haar thuisland, met twee verschillende schaatspartners deel aan drie edities van de Olympische Winterspelen: Lillehammer 1994, Nagano 1998 (met Jason Dungjen) en Salt Lake City 2002 (met John Zimmerman).

## Biografie
Ina werd geboren in de Japanse hoofdstad Tokio, maar groeide op in de stad New York. Ze had een sportieve familie: haar moeder was Japans nationaal zwemkampioene en roeister, haar oma tenniste in 1938 op Wimbledon en haar opa Katsuo Okazaki, een atleet, nam in 1924 deel aan de Olympische Spelen in Parijs. Ina zelf begon op driejarige leeftijd met kunstschaatsen. Tot haar tiende schaatste ze voor Japan, maar daarna besloot ze enkel nog voor de Verenigde Staten uit te komen.
De Amerikaanse paarrijdster schaatste van 1991 tot 1998 met Jason Dungjen. Ze werden twee keer nationaal kampioen. Ina en Dungjen namen in 1994 deel aan de Olympische Winterspelen in Lillehammer en in 1998 aan de Winterspelen in Nagano. Ze werden respectievelijk negende en vierde. Met haar tweede schaatspartner John Zimmerman boekte ze meer succes. Het paar won in 2002 brons bij de wereldkampioenschappen en in 2000 en 2001 zilver en brons bij de viercontinentenkampioenschappen. Ina en Zimmerman, drievoudig Amerikaans kampioen, werden in 2002 vijfde bij de Olympische Winterspelen in Salt Lake City. Haar carrière werd in juli 2002 voortijdig beëindigd door een onverwachte dopingtest, waar ze niet aan meewerkte. Ze ging in eerste instantie tegen de straf in beroep, maar accepteerde later toch de sanctie van de Amerikaanse anti-dopingorganisatie USADA.

## Belangrijke resultaten
1986-1997 eerst solo (in 1986/87 uitkomend voor Japan, sinds 1988 voor de Verenigde Staten)
1991-1998 met Jason Dungjen, 1998-2002 met John Zimmerman
| Kampioenschap                | 86/87  |     | 88/89  | 89/90         | 90/91         | 91/92         | 92/93         | 93/94         | 94/95         | 95/96         | 96/97         | 97/98         |               | 98/99         | 99/00         | 00/01         | 01/02 |
| ---------------------------- | ------ | --- | ------ | ------------- | ------------- | ------------- | ------------- | ------------- | ------------- | ------------- | ------------- | ------------- | ------------- | ------------- | ------------- | ------------- | ----- |
| Olympische Spelen            |        |     |        |               |               |               | 9e            |               |               |               | 4e            |               |               |               | 5e            |               |       |
| Wereldkampioenschap          |        |     |        |               |               |               | 12e           | 8e            | 6e            | 4e            |               | 9e            | 7e            | 7e            | Brons         |               |       |
| Viercontinentenkampioenschap |        |     |        |               |               |               |               |               |               |               |               |               | Zilver        | Brons         |               |               |       |
| Grand Prix-finale            |        |     |        |               |               |               |               |               |               |               |               | 5e            |               |               | 4e            |               |       |
| Nationaal kampioenschap      |        |     |        | 7e (*)        | 7e 8e (*)     | 5e 10e (*)    | Zilver        | · 4e (*)      | Zilver        | · 11e (*)     | Goud          | Zilver        | Goud          | Goud          | Goud          |               |       |
| WK junioren                  | 8e (*) |     | 5e (*) | geen deelname | geen deelname | geen deelname | geen deelname | geen deelname | geen deelname | geen deelname | geen deelname | geen deelname | geen deelname | geen deelname | geen deelname | geen deelname |       |
| NK junioren                  | (*)    | (*) |        | geen deelname | geen deelname | geen deelname | geen deelname | geen deelname | geen deelname | geen deelname | geen deelname | geen deelname | geen deelname | geen deelname | geen deelname | geen deelname |       |

(*) solo, bij de vrouwen